# Cambissolo

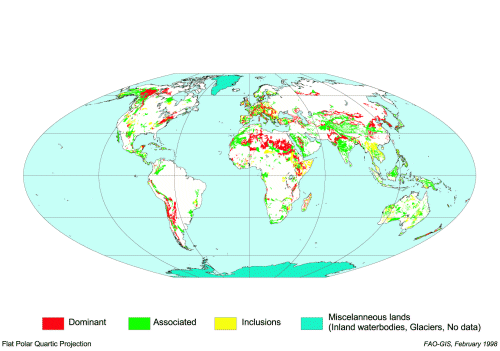
Distribuição de cambissolos pelo mundo.

Cambissolos são solos constituídos por material mineral com horizonte A ou hístico com espessura insuficiente para a classe dos Organossolos, seguido de horizonte B incipiente subjacente, satisfazendo os requisitos:
a) B incipiente não coincidente com horizonte glei até 50 cm de profundidade;
b) B incipiente não coincidente com horizonte plíntico;
c) B incipiente não coincidente com horizonte vértico até 100 cm de profundidade; e
d) não possua horizonte A chernozêmico e B incipiente com alta saturação por bases e argila de atividade alta.
Ou seja, plintita e petroplintita, horizonte glei e horizonte vértico, se presentes, não satisfazem os requisitos para Plintossolos, Gleissolos e Vertissolos, respectivamente.
A classe Cambissolo deriva de "cambiare", trocar ou mudar, devido ao horizonte B incipiente (Bi).